# Andrea Coppolino
Andrea Coppolino, (Novedrate, 19 de agosto de 1977) é um ginasta que compete em provas de ginástica artística pela Itália.
Coppolino iniciou-se nas competições gímnicas aos dezoito anos, no Campeonato Mundial Internacional Júnior, do qual saiu-se campeão nas argolas. No ano seguinte, estreando na categoria sênior, participou do Campeonato Nacional Italiano, no qual foi o décimo colocado geral. Em 1999, participou pela primeira vez de uma edição mundial, o Campeonato de Taijin, na China. Nele, foi à final das argolas e encerrou na quinta colocação.
Nos anos 2000, subiu cinco posições nacionais e fora o quinto ranqueado no Campeonato Italiano. No posterior ano foi o medalhista de prata das argolas nos Jogos do Mediterrâneo e o de bronze na Cottbus International. Mais tarde, atingiu a terceira posição no Mundial de Gante, na Bélgica, no mesmo aparelho, ao empatar com o companheiro de equipe Matteo Morandi e ser superado pelos medalhistas de ouro Dimosthenis Tampakos e Jordan Jovtchev. Em 2002, participou do Europeu de Patras, no qual foi à final das argolas e encerrou em quarto lugar. No Mundial de Debrecen, realizado mais tarde, foi o sexto colocado na final do mesmo aparato.
Entre os anos de 2003 e 2007, Coppolino alcançou quatro medalhas de bronze nas argolas, uma delas no Mundial de Anaheim, nos Estados Unidos, e as demais, em três edições europeias - Debrecen 2005, Volos 2006 e Amsterdã 2007. Em 2008, participou de sua primeira Olimpíadas, os Jogos de Pequim, no qual ao somar 16,225, encerrou na quarta posição.